# Dissodon borbonicus
Dissodon borbonicus là một loài rêu trong họ Splachnaceae. Loài này được (Bory) Paris mô tả khoa học đầu tiên năm 1896.